# Ист-Моричес
Ист-Моричес (англ. East Moriches; /moʊˈrɪtʃɪz/ ⓘ moh-RITCH-iz) — деревня и статистически обособленная местность, входящая в состав города Брукхейвен, округ Саффолк, штат Нью-Йорк, США. По данным переписи 2020 года население составило 5,946 человек.
Название деревни происходит от Меритчеса, коренного американца, владевшего землей на перешейке Моричес. 

## География
Согласно данным Бюро переписи населения США, общая площадь деревни составляет 14,6 квадратных километров, из которых 14,2 квадратных километров занимает суша и 0,4 квадратных километра (2,55%) — водная поверхность.

## Население
По данным переписи 2000 года в деревне проживало 4555 человек, было 1510 домохозяйств и 1180 семей. Плотность населения составляла 322,9 жителей на квадратный километр. Насчитывалось 1668 единиц жилья со средней плотностью 118,4 человек на квадратный километр. Расовый состав деревни был следующим: 95,55% белых, 5,16% латиноамериканцев, 1,58% афроамериканцев, 0,04% коренных американцев, 1,45% азиатов, 0,24% жителей островов Тихого океана, 1,01% представителей других рас и 1,12% представителей двух или более рас.
Из 1510 домохозяйств в 39,7% проживали дети в возрасте до 18 лет вместе с родителями, 67,5% были супружескими парами, живущими вместе, 6,8% состояли из женщин-домохозяек без мужей, и 21,7% не были семейными. 17,0% всех домохозяйств состояли из отдельных лиц, а 7,4% состояли из одиноких людей старше 65 лет. Средний размер домохозяйства составлял 2,90, а средний размер семьи — 3,27 человек.
В CDP население было распределено равномерно: 26,4% моложе 18 лет, 6,0% от 18 до 24 лет, 30,2% от 25 до 44 лет, 24,9% от 45 до 64 лет и 12,5% в возрасте 65 лет и старше. Средний возраст составил 38 лет. На каждые 100 женщин приходилось 97,1 мужчин. На каждые 100 женщин в возрасте 18 лет и старше приходилось 93,8 мужчин.
Средний доход домохозяйства в составил 62 005 долларов, а средний доход семьи — 71 000 долларов. Средний доход мужчин составил 50 991 доллар, а женщин — 30 650 долларов. Доход на душу населения в составил 24 086 долларов. Около 2,2% семей и 3,5% населения находились за чертой бедности, включая 2,2% детей моложе 18 лет, и 5,8% стариков старше 65 лет.

## Образование
В Ист-Моричес есть начальная и средняя школа. После окончания 8-го класса ученик может выбрать одну из трех старших школ: Уэстхэмптон-Бич, Сентер-Моричес или Истпорт-Саут-Мэнор.
Учащиеся школьного округа Ист-Моричес обычно называют себя «EMO», что является аббревиатурой от названия деревни.

## Рейс 800 TWA
Ист-Моричес приобрел широкую известность 17 июля 1996 года, когда в 13 километрах от деревни взорвался и упал в океан Boeing 747 авиакомпании TWA. Станция береговой охраны Ист-Моричес, использовалась спасателями и была местом, куда доставлялись поднятые со дна тела. На станции была построена вертолетная площадка, а также развернуты съемочные группы различных СМИ. Сегодня в Смит-Пойнт и Сентер-Моричес есть мемориалы, посвященные погибшим в авиакатастрофе. Причиной взрыва, в результате которого погибли все 230 пассажиров и членов экипажа, находившиеся на борту, было названо короткое замыкание, которое привело к взрыву содержимого топливного бака в середине самолёта; однако существует множество альтернативных теорий.